# سلمان الصبياني
سلمان الصبياني (بالإنجليزية: Salman Al-Sibyani)؛ مواليد 11 نوفمبر 1992 في السعودية، هو لاعب كرة قدم سعودي ك[[مهاجم (كرة قدم)|مهاجم].
لعب سابقاً في أندية الوحدة و الاتحاد و الرائد و وقع مع نادي نجران مطلع عام 2018 ..

## روابط خارجية
- سلمان الصبياني على موقع Soccerway.com (الإنجليزية)